# Halciîn, Kozeleț
Halciîn (în ucraineană Гальчин) este un sat în comuna Hreșceate din raionul Kozeleț, regiunea Cernihiv, Ucraina.

## Demografie
Componența lingvistică a localității Halciîn
     Ucraineană (100%)
Conform recensământului din 2001, toată populația localității Halciîn era vorbitoare de ucraineană (100%).